# Estero Las Palmas
El estero Las Palmas es un cauce natural de agua que nace a los pies del portezuelo Quelón y fluye con dirección general sur en la Región de Valparaíso hasta desembocar en el río Petorca que da el nombre a toda la cuenca.

## Trayecto
En su trayecto recorre sus primeros 22 kilómetros hasta el poblado de Las Palmas donde le cae su principal tributario, la quebrada Frutillar.: 303 

## Historia
Francisco Astaburuaga escribió en 1899 en su obra póstuma Diccionario geográfico de la República de Chile sobre el riachuelo:
Palmas (Riachuelo de las).-—En el departamento de Petorca. Nace en la vertiente austral de una sierra del lado norte de la ciudad capital como á 18 kilómetros de ella, y corre por terrenos ásperos hacia el SO. á perderse en la derecha del río de Petorca poco más abajo del fundo de Pedegua. Es de corto curso y de escasa agua.